# Dušan Lagator
Dušan Lagator  (Kirin Serbia: Душан Лагатор, sinh ngày 29 tháng 3 năm 1994) là một cầu thủ bóng đá người Montenegro thi đấu cho Wisła Płock.

## Sự nghiệp câu lạc bộ
Sinh ra ở Cetinje, bắt đầu sự nghiệp ở Mogren. Sau 46 trận và 3 năm ở Mogren anh chuyển đến Mladost Podgorica. With Mladost vô địch Cúp mùa giải 2014-15. Ở kỳ chuyển nhượng mùa đông 2015-16 anh được chuyển đến Čukarički.
Ở Čukarički Lagator có màn ra mắt tại Giải bóng đá hạng nhất quốc gia Serbia trong trận đấu với Metalac, vào tháng 2 năm 19, 2016.

## Sự nghiệp quốc tế
Lagator là một phần của U-19 Montenegro năm 2012.
Vào tháng 5 năm 2016 anh là một phần của đội tuyển Montenegro "B".

## Thống kê sự nghiệp
Tính đến Match played 21 tháng 7 năm 2017
| Câu lạc bộ | Mùa giải  | Division     | Giải vô địch | Giải vô địch | Cúp     | Cúp       | Châu Âu | Châu Âu   | Tổng cộng | Tổng cộng |
| Câu lạc bộ | Mùa giải  | Division     | Số trận      | Bàn thắng    | Số trận | Bàn thắng | Số trận | Bàn thắng | Số trận   | Bàn thắng |
| ---------- | --------- | ------------ | ------------ | ------------ | ------- | --------- | ------- | --------- | --------- | --------- |
| Mogren     | 2011–12   | First League | 4            | 0            | 0       | 0         | 0       | 0         | 4         | 0         |
| Mogren     | 2012–13   | First League | 25           | 0            | 1       | 0         | 0       | 0         | 26        | 0         |
| Mogren     | 2013–14   | First League | 14           | 0            | 2       | 0         | 0       | 0         | 16        | 0         |
| Mogren     | Tổng cộng | Tổng cộng    | 43           | 0            | 3       | 0         | 0       | 0         | 46        | 0         |
| Câu lạc bộ | Mùa giải  | Division     | Giải vô địch | Giải vô địch | Cúp     | Cúp       | Châu Âu | Châu Âu   | Tổng cộng | Tổng cộng |
| Câu lạc bộ | Mùa giải  | Division     | Số trận      | Bàn thắng    | Số trận | Bàn thắng | Số trận | Bàn thắng | Số trận   | Bàn thắng |
| Mladost    | 2013–14   | First League | 14           | 0            | 3       | 0         | 0       | 0         | 17        | 0         |
| Mladost    | 2014–15   | First League | 30           | 0            | 4       | 0         | 0       | 0         | 34        | 0         |
| Mladost    | 2015–16   | First League | 15           | 1            | 3       | 0         | 2       | 1         | 20        | 2         |
| Mladost    | Tổng cộng | Tổng cộng    | 59           | 1            | 10      | 0         | 2       | 1         | 71        | 2         |
| Câu lạc bộ | Mùa giải  | Division     | Giải vô địch | Giải vô địch | Cúp     | Cúp       | Châu Âu | Châu Âu   | Tổng cộng | Tổng cộng |
| Câu lạc bộ | Mùa giải  | Division     | Số trận      | Bàn thắng    | Số trận | Bàn thắng | Số trận | Bàn thắng | Số trận   | Bàn thắng |
| Čukarički  | 2015–16   | SuperLiga    | 5            | 1            | 0       | 0         | 0       | 0         | 5         | 1         |
| Čukarički  | 2016–17   | SuperLiga    | 20           | 0            | 3       | 0         | 3       | 0         | 26        | 0         |
| Čukarički  | 2017–18   | SuperLiga    | 1            | 0            | 0       | 0         | 0       | 0         | 1         | 0         |
| Čukarički  | Tổng cộng | Tổng cộng    | 26           | 1            | 3       | 0         | 3       | 0         | 32        | 1         |

## Danh hiệu
Mladost Podgorica
- Montenegro Cup: 2014–15[3]